# Oxystomina cobbi
Oxystomina cobbi är en rundmaskart som först beskrevs av Nikolai Nikolaievich Filipjev 1927.  Oxystomina cobbi ingår i släktet Oxystomina och familjen Oxystominidae. Inga underarter finns listade i Catalogue of Life.